# Сборная Гамбии по футболу
Сборная Гамбии по футболу представляет Гамбию как в международных матчах, так и в турнирах по футболу. Управляющая организация — Футбольная федерация Гамбии.

## История
Ранее сборная выступала под названием «Британская Гамбия» (до 1965 года). Несмотря на своё довольно грозное прозвище — «Скорпионы», сборная Гамбии является одним из аутсайдеров африканского футбола. Гамбийцы ни разу не участвовали ни на ЧМ, и только один раз на Кубке африканских наций.
Единственные достижения  — участие в 2001 году в финале Кубка Амилькара Кабрала — одном из региональных турниров для стран Западной Африки, и четвертьфинал на КАН-2021. Сборная была близка к тому, чтобы попасть на чемпионат мира по футболу 2010 и на Кубок африканских наций 2010, однако ей не хватило всего одного очка для того, чтобы потеснить Алжир.
В мае 2014 года сборной Гамбии было запрещено участвовать в Кубке африканских наций из-за постоянного завышения возраста своих игроков.
Успехи страны улучшились в квалификации к Кубку африканских наций 2019 года. Хотя им не удалось пройти квалификацию, они вышли в финальный раунд игр, где дважды сыграли вничью с Алжиром.
13 ноября 2019 года в первом матче квалификации Кубка африканских наций 2021 года Гамбия обыграла Анголу 3:1 в Луанде. Это была первая выездная победа «скорпионов» в отборочных матчах Кубка африканских наций или ЧМ за 40 матчей. 25 марта 2021 года Гамбия вновь обыграла Анголу 1:0 и таким образом впервые в истории вышла в финальную часть Кубка африканских наций.

## Состав сборной
Следующие игроки были вызваны в состав сборной главным тренером Томом Саинтфитом для участия в матчах Кубка африканских наций 2021, который пройдёт в Камеруне с 9 января по 6 февраля 2022 года.
Игры и голы приведены по состоянию на 16 ноября 2021 года:
| 1  | Вр  | Моду Джобе         | 27 октября 1988 (36 лет)  | 29 | 0  | Блэк Леопардс       |  |  |
| 18 | Вр  | Бабукарр Гайе      | 24 февраля 1998 (27 лет)  | 16 | 0  | Локомотив София     |  |  |
| 22 | Вр  | Шейх Сиби          | 21 февраля 1998 (27 лет)  | 3  | 0  | Виртус Верона       |  |  |
|    |     |                    |                           |    |    |                     |  |  |
| 5  | Защ | Омар Колли         | 24 октября 1992 (32 года) | 32 | 0  | Сампдория           |  |  |
| 12 | Защ | Джеймс Гомес       | 14 ноября 2001 (23 года)  | 4  | 1  | Хорсенс             |  |  |
| 13 | Защ | Па Моду Яне        | 26 декабря 1989 (35 лет)  | 38 | 2  | Дайтикон            |  |  |
| 14 | Защ | Ноа Сонко Сундберг | 6 июня 1996 (29 лет)      | 7  | 0  | Левски София        |  |  |
| 16 | Защ | Мохаммед Мбай      | 26 декабря 1989 (35 лет)  | 13 | 0  | Ифё Брумёлла        |  |  |
| 21 | Защ | Сайди Янко         | 22 октября 1995 (29 лет)  | 3  | 0  | Реал Вальядолид     |  |  |
| 25 | Защ | Бубакарр Санне     | 14 ноября 1994 (30 лет)   | 26 | 1  | Свободный агент     |  |  |
| 26 | Защ | Ибу Турай          | 24 декабря 1994 (30 лет)  | 7  | 0  | Солфорд Сити        |  |  |
|    |     |                    |                           |    |    |                     |  |  |
| 2  | ПЗ  | Юсуфа Бобб         | 22 июня 1996 (29 лет)     | 10 | 0  | Пьяченца            |  |  |
| 3  | ПЗ  | Аблай Джаллоу      | 14 ноября 1998 (26 лет)   | 16 | 3  | Серен               |  |  |
| 4  | ПЗ  | Давда Нгум         | 2 сентября 1990 (34 года) | 18 | 0  | Свободный агент     |  |  |
| 6  | ПЗ  | Сулайман Марре     | 15 января 1996 (29 лет)   | 24 | 1  | Гент                |  |  |
| 8  | ПЗ  | Эбрима Дарбо       | 6 июня 2001 (24 года)     | 6  | 0  | Рома                |  |  |
| 10 | ПЗ  | Муса Барроу        | 14 ноября 1998 (26 лет)   | 17 | 2  | Болонья             |  |  |
| 11 | ПЗ  | Моду Барроу        | 13 октября 1992 (32 года) | 12 | 2  | Чонбук Хёндэ Моторс |  |  |
| 15 | ПЗ  | Эбрима Сохна       | 14 декабря 1988 (36 лет)  | 37 | 3  | Фортуне             |  |  |
| 17 | ПЗ  | Бубакарр Джоби     | 21 ноября 1994 (30 лет)   | 11 | 3  | Норрбю              |  |  |
| 28 | ПЗ  | Эбу Адамс          | 15 января 1996 (29 лет)   | 8  | 0  | Форест Грин Роверс  |  |  |
|    |     |                    |                           |    |    |                     |  |  |
| 7  | Нап | Ламин Джаллоу      | 22 июля 1994 (30 лет)     | 17 | 1  | Фехервар            |  |  |
| 9  | Нап | Ассан Сисей        | 17 марта 1994 (31 год)    | 23 | 11 | Цюрих               |  |  |
| 19 | Нап | Эбрима Колли       | 1 февраля 2000 (25 лет)   | 10 | 0  | Специя              |  |  |
| 20 | Нап | Бубакарр Травалли  | 10 ноября 1994 (30 лет)   | 14 | 0  | Аджман              |  |  |
| 23 | Нап | Мухаммед Бадамоси  | 27 декабря 1998 (26 лет)  | 10 | 1  | Кортрейк            |  |  |
| 24 | Нап | Дембо Дарбо        | 14 августа 1998 (26 лет)  | 2  | 0  | Ан-Наср             |  |  |
| 27 | Нап | Юсуфа Нжие         | 1 марта 1994 (31 год)     | 2  | 0  | Боавишта            |  |  |

## Чемпионат мира
- 1930 — 1978 — не принимала участия
- 1982 — не прошла квалификацию
- 1986 — не прошла квалификацию
- 1990 — не принимала участия
- 1994 — снялась с квалификации
- 1998 — 2022 — не прошла квалификацию

## Кубок Африканских Наций
- 1957 — 1974 — не принимала участия
- 1976 — не прошла квалификацию
- 1978 — не принимала участия
- 1980 — 1988 — не прошла квалификацию
- 1990 — снялась с квалификации
- 1992 — не прошла квалификацию
- 1994 — не принимала участия
- 1996 — снялась по ходу квалификации
- 1998 — запрет на участие в квалификации в связи с самоотводом по ходу квалификации к Кубку африканских наций — 1996
- 2000 — снялась с квалификации
- 2002 — 2019 — не прошла квалификацию
- 2021 — 1/4 финала
- 2023 — Групповой этап
- 2025 — не прошла квалификацию

## Известные футболисты
- Артур Гомес
- Питер Джонсон
- Эбу Силла
- Эдрисса Сонко
- Па Дембо Туре
- Усман Яллоу
- Дембо Дарбо